# Maurice Stokes
Maurice Stokes (* 17. Juni 1933 in Rankin, Pennsylvania; † 6. April 1970 in Cincinnati, Ohio) war ein amerikanischer Basketballspieler. Zwischen 1955 und 1958 spielte er in der NBA für die Mannschaft der Rochester Royals/Cincinnati Royals. In seiner ersten Saison wurde er als Rookie des Jahres ausgezeichnet. Stokes war 2,01 m groß und spielte auf der Position des Power Forward. Er stellte in der Saison 1956/57 einen Rekord für Rebounds auf (1.256), der zwei Jahre später von Bill Russell überboten wurde.
Stokes vereinte Kraft und Schnelligkeit bei herausragender Athletik und war damit der Prototyp späterer Power Forwards, von Spencer Haywood über Karl Malone bis Kevin Garnett. Im letzten Spiel der Saison 1957/58 stürzte Stokes ungünstig auf den Parkettboden und verlor das Bewusstsein. Er wurde mit Riechsalz behandelt, spielte weiter und wurde, scheinbar unverletzt, bester Korbjäger des Spieles. Für die folgende Erstrundenpartie der Play-offs wurde Stokes ebenfalls aufgestellt, erlitt jedoch während des Rückfluges nach diesem Spiel einen Zusammenbruch, der auf eine Hirnschwellung durch Kabinendruck zurückging. Stokes fiel in ein Koma und blieb gelähmt. Ein Mitspieler und enger Freund von Stokes, Jack Twyman, gründete eine Stiftung und sammelte so über 300.000 US-Dollar für Stokes' ärztliche Behandlung. Stokes starb 1970 an einem Herzinfarkt.
Drei Jahre später erschien der Film Maurie (alternativ Big Mo) über das Schicksal von Stokes in der Regie von Daniel Mann mit Bernie Casey und Bo Svenson in den Hauptrollen.
Nach beiden Spielern ist der seit Saison 2012/13 verliehene Twyman-Stokes Teammate of the Year Award benannt. Trotz seiner kurzen Karriere wurde Stokes am 10. September 2004 in die Naismith Memorial Basketball Hall of Fame aufgenommen.